# Ernst Ehlers
Pour les articles homonymes, voir Ehlers.
Ernst Ehlers, né à Pinneberg le 16 octobre 1909 et décédé par suicide à Kiel le 4 octobre 1980, est un officier nazi ayant le grade de SS-Obersturmbannführer qui fut un des organisateurs de la Solution finale.

## Biographie
Durant la Seconde Guerre mondiale, il était à la tête du service de sécurité de Bruxelles chargé de la déportation des Juifs. En sa qualité de Befehlshaber der Sicherheits (BdS), c'est-à-dire délégué du chef de la Sicherheitspolizei (SIPO) et du Sicherheitsdienst (SD), la Sipo-SD, il endosse une grande part de responsabilité dans la déportation et l'extermination des Juifs en Belgique et dans le Nord de la France. Sous son administration, sous prétexte d'une « convocation » à Malines pour le travail obligatoire, les Juifs étaient tenus de se présenter à la Caserne Dossin d'où ils étaient déportés vers Auschwitz. 25 000 Juifs et Tsiganes furent ainsi déportés entre 1942 et 1944 au départ du territoire belge.
Après la guerre, Ehlers devint juge à la Cour administrative dans le Schleswig-Holstein. Il fut assigné à comparaître le 26 novembre 1980 devant un tribunal de guerre pour les crimes contre l'humanité perpétrés durant la guerre, dans le cadre du procès de Kiel. Il se suicida le 4 octobre 1980 pour échapper à son jugement. Son subalterne Kurt Asche comparut donc seul et fut condamné à sept années de réclusion en raison, dirent les juges, de son grand âge.
La partie civile du procès fit paraitre un livre scientifique sur la Shoah en Belgique qui fut rédigé par l'historien Maxime Steinberg.